# Pesnica község
Pesnica község (szlovén nyelven Občina Pesnica) Szlovénia 212 alapfokú közigazgatási egységének, azaz községének egyike a Podravska statisztikai régióban, a Slovenske gorice nyugati végén, a Felső-Pesnicai-völgyben. Adminisztratív központja Pesnica pri Mariboru település. A község a történelmi szlovén Stájerország (Štajersko) régió része.

## A községhez tartozó települések
A községhez Pesnica pri Mariboru székhelyen kívül a következő települések tartoznak:
- Dolnja Počehova
- Dragučova
- Drankovec
- Flekušek
- Gačnik
- Jareninski Dol
- Jareninski Vrh
- Jelenče
- Kušernik
- Ložane
- Mali Dol
- Pernica
- Pesniški Dvor
- Počenik
- Polička Vas
- Polički Vrh
- Ranca
- Ročica
- Slatenik
- Spodnje Dobrenje
- Spodnje Hlapje
- Spodnji Jakobski Dol
- Vajgen
- Vosek
- Vukovje
- Vukovski Dol
- Vukovski Vrh
- Zgornje Hlapje
- Zgornji Jakobski Dol

## Népesség
| Lakosok száma | 7560 | 7562 | 7544 | 7523 | 7530 | 7450 | 7411 | 7398 | 7360 | 7457 |
|               | 2008 | 2009 | 2011 | 2012 | 2013 | 2015 | 2016 | 2017 | 2019 | 2020 |